# ولادیمیر فدوتوف
ولادیمیر فدوتوف (روسی: Владимир Григорьевич Федотов؛ ۱۸ ژانویهٔ ۱۹۴۳ – ۲۹ مارس ۲۰۰۹) بازیکن فوتبال اهل اتحاد جماهیر شوروی سوسیالیستی بود.
از باشگاه‌هایی که در آن بازی کرده‌است می‌توان به باشگاه فوتبال زسکا مسکو اشاره کرد.
وی همچنین در تیم ملی فوتبال شوروی بازی کرده‌است.